# 네레
네레(밤바라어: nɛrɛ, 학명: Parkia biglobosa 파르키아 비글로보사[*])는 콩과의 낙엽수이다.

## 분포
아프리카에 분포한다. 북아프리카(수단), 중앙아프리카(중앙아프리카 공화국, 차드, 카메룬), 서아프리카(가나, 감비아, 기니, 기니비사우, 나이지리아, 니제르, 말리, 베냉, 부르키나파소, 세네갈, 시에라리온, 토고, 코트디부아르)가 원산지이다.

## 쓰임
열매인 콩이 숨발라를 만드는 데 쓰인다.

## 사진 갤러리

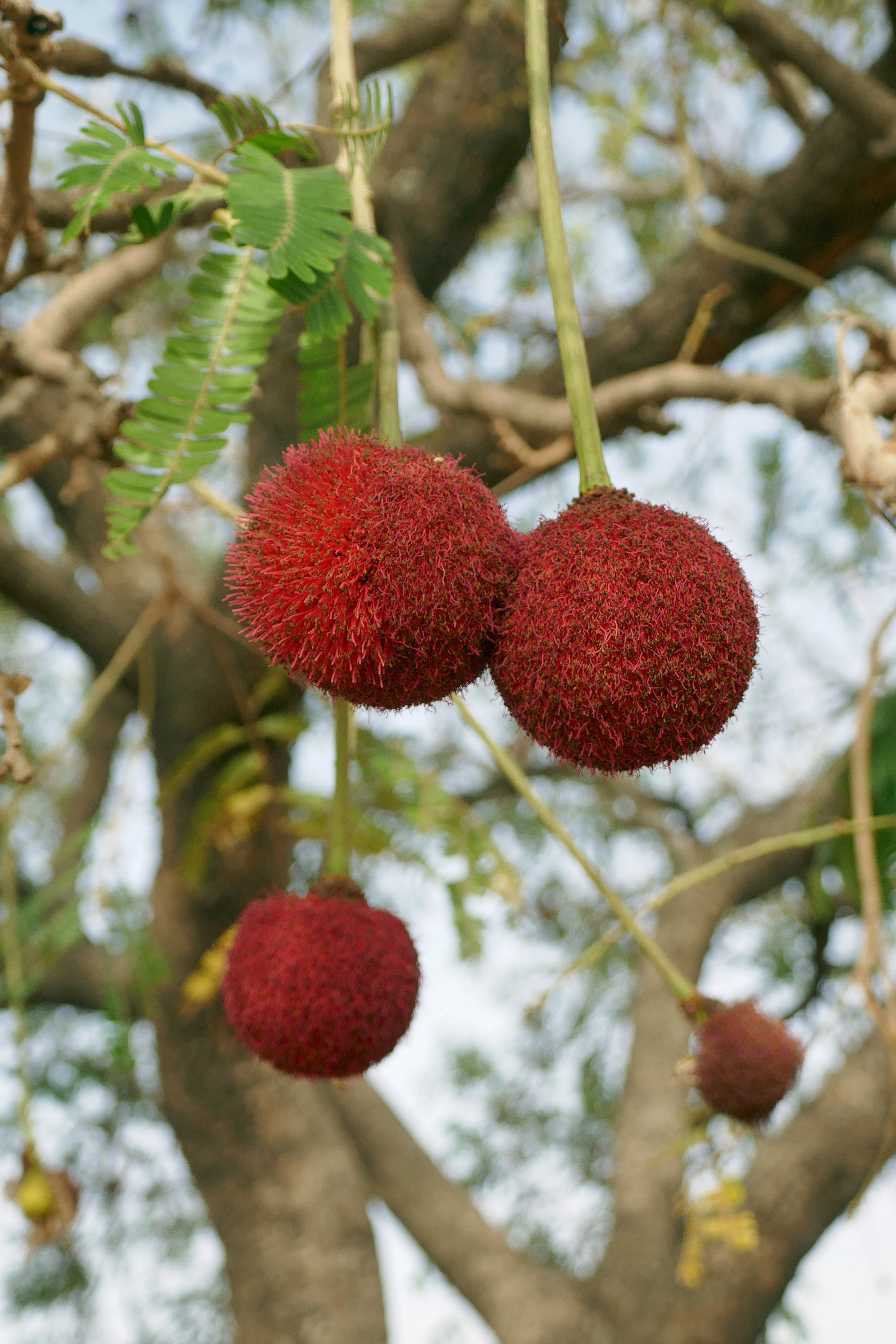
꽃차례
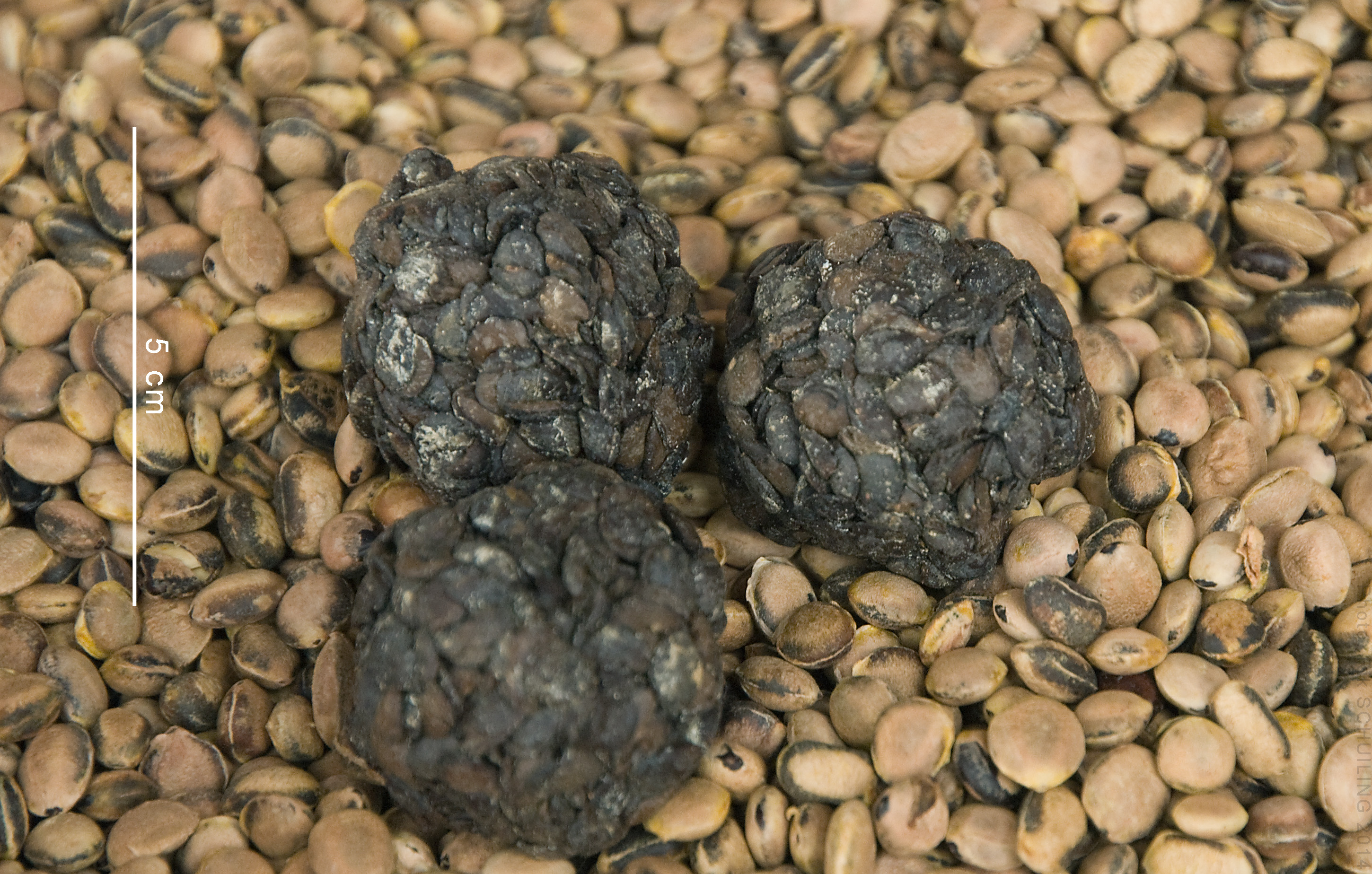
숨발라 세 덩이와 네레콩

## 같이 보기
- 케럽